# هیتارو کیمورا
کیمورا هیتارو (به انگلیسی: Heitarō Kimura) فرماندهٔ ارتش ژاپن در جنگ جهانی دوم در منطقهٔ برمه بود. او در دادگاه نظامی بین‌المللی شرق آسیا به اعدام محکوم شد.